# Biserica „Sfântul Mihail” din Horești
Biserica „Sf. Mihail” este o biserică amplasată în Horești, raionul Fălești, Republica Moldova. Este un monument arhitectural de importanță națională inclus în Registrul monumentelor Republicii Moldova ocrotite de stat cu nr. 1127 (raionul Fălești). Datează din sec. XVIII.